# Егорьевское (Новосибирская область)
Его́рьевское (Егорьевск) — село в Маслянинском районе Новосибирской области. Административный центр Егорьевского сельсовета.
Село расположено в 33 километрах к северо-востоку от посёлка городского типа Маслянино, на берегу реки Суенга (приток Берди), в отрогах Салаирского кряжа.

## История
Рядом с селом находится Егорьевский прииск, на котором с XIX века ведётся добыча золота. Россыпь золота на притоках реки Суенга была открыта в октябре 1830 года шихтмейстером Мордвиновым. В ноябре того же года основан посёлок и началась добыча золота. В 1830 году земли района Салаирского кряжа были переданы российскому Министерству финансов. По легенде прииск и село были названы в честь министра финансов Канкрина, подарившего Николаю I в 1831 году слиток золота, добытого на прииске. Первоначально село называлось Георгиевское, потом его название было изменено на Егорьевское.
Первыми жителями посёлка стали ссыльные и бергалы. В 1834 году 82 % всех рабочих прииска составляли ссыльные, 18 % — бергалы. Условия труда на прииске были тяжёлыми: низкая заработная плата и длительный рабочий день (c 1830 года — 10 часов, с 1838 года — 15 часов, с 1850 года — 18 часов). Тем не менее, работников привлекало желание найти крупный самородок. При сдаче самородков надсмотрщику в шахте рабочим платили ½ или ¾ полной стоимости. Иногда кому-то из рабочих удавалось вынести тайком самородок и сдать его в поселковый магазин по полной стоимости, однако в случае поимки рабочий подвергался наказанию розгами с конфискацией самородка.
Длительное время золото на прииске добывали кустарными способами. Изначально добыча золота велась открытыми разрезами, затем начались подземные работы. С 1830 по 1843 годы общая добыча составила 545 килограммов золота.
Создание золотодобывающей промышленности в Егорьевском относится к 1950 году, когда началась государственная золотодобыча и была организована механизация работ. В результате население посёлка значительно выросло, появились новые магазины, библиотека. Вместе с тем это также привело к неблагоприятным экологическим последствиям: загрязнению воды, изменению водного режима рек, нарушению экосистемы прибрежной полосы.
В 1996—1998 годах среднегодовая добыча золота составляла 180—196 килограммов, всего к тому времени общее количество добытого с 1830 года золота составляло по приблизительным оценкам 11—14 тонн. Наиболее крупный самородок, найденный в Егорьевском золотоносном районе, имел массу 2,5 килограмма и был обнаружен в 1959 году.

## Население
| 2002 | 2007 | 2010 |
| ---- | ---- | ---- |
| 770  | ↘731 | ↘584 |

Население села — 825 жителей (1996 год). Егорьевское занимает 5 место по численности населения среди всех населённых пунктов Маслянинского района.

## Религия
В селе расположена православная община.
В 1880 году была построена Свято-Троицкая церковь, впоследствии закрытая в 1940 году.

## Экономика
По данным на 2007 год золото в районе села добывает ООО "Артель старателей «Суенга».
Также добычей драгоценных металлов и щебня занимается ФЛ «Егорьевский карьер».
В окрестностях села продолжают находить новые золотоносные участки, право разработки которых выставляется на аукцион.
В 2008 году в селе открыт завод по производству бутилированной воды. Завод, принадлежащий ООО «Сибирский источник», построен в 2007—2008 годах, инвестиции в строительство составили 4 млн долларов. Перед строительством в 1999 году «Сибирский источник» пробурил скважину глубиной 1000 метров.

## Транспорт
По данным на 2006 год село связано регулярным автобусным сообщением с райцентром Маслянино, автобусы ходят три раза в день.

## Достопримечательности
В трёх километрах от села находится Егорьевская (другое название — Суенганская) пещера — самая длинная пещера в Новосибирской области и вторая по протяжённости на территории Салаирского кряжа. Протяжённость пещеры 208 метров, глубина 33 метра, площадь 130 м², объём 270 м³. Пещера, представляющая интерес для спортсменов, относится к I категории сложности. Пещера располагается в 400 метрах от реки Суенга, на дне оврага. Пещера представляет собой карстовую полость, залегающую в мраморизованных известняках. В пещере есть несколько гротов (высотой до 11 метров), сталактиты и сифон, которым заканчивается пещера.
В 2022 году в селе был установлен памятник Егору Францевичу Канкрину, организатору геологических исследований, который обнаружил первую золотоносную россыпь на территории современной Новосибирской области.

## Природа
В окрестностях села произрастает редкий, включённый в Красную Книгу лишайник Стереокаулон пальчатолистный (Stereocaulon dactylophyllum).
В районе села впервые на территории Новосибирской области встречен марал (в 1984 году).

## Известные жители
- Морковский, Вениамин Яковлевич (1924—1943) — Герой Советского Союза, участник Великой Отечественной войны.
- Попов, Александр Романович (1922—2005) — Герой Социалистического Труда, участник Великой Отечественной войны.